# 真長田村
真長田村（まながたそん）は、かつて山口県美祢郡に存在した村である。
1954年に周辺3町村との新設合併で消滅した。現在は美祢市南部の一地域となっている。

## 地理
- 田園地帯が広がる。

## 歴史

### 村名の由来
真名と長田との合成による。現在は真長田郵便局、農協支所、保育園等に名をとどめる。

### 沿革
- 1889年（明治22年）4月1日 - 町村制施行により、真名村・長田村の区域をもって発足。
- 1918年（大正7年） - 厚狭郡小野村の一部を編入。
- 1954年（昭和29年）10月1日 - 綾木村・大田町・赤郷村と合併して美東町が発足。同日真長田村廃止。

## 交通

### 鉄道
旧村域に鉄道は通っていない。鉄道を利用する場合の最寄り駅はJR山口線上郷駅。

### 道路
- 高速道路
  - 中国自動車道（美祢東JCT、美東SA）
- 自動車専用道路
  - 小郡萩道路
- 一般国道
  - 国道490号
- 主要地方道
  - 山口県道28号小郡三隅線
  - 山口県道30号小野田美東線
  - 山口県道31号美東秋芳西寺線
- 一般県道
  - 山口県道309号佐々並町絵美東線
  - 山口県道501号山口秋吉台公園自転車道線